# جمهورية ألبا
جمهورية ألبا (بالإيطالية: Repubblica di Alba) هي جمهورية مستقلة شمال إيطاليا أعلنت في 26 أبريل 1796 في ألبا عندما كانت المدينة تحت الاحتلال القوات البرية الفرنسية.
لم تدم حياة الجمهورية وقت طويل حيث استطاع الملك فيتوريو أميديو الثالث فرض سيطرته من جديد على كامل إقليم بييمونتي.